# Баварска гора
Баварската гора (на немски: Bayrischer Wald) е средновисока нагънато-блокова планинска верига в Югоизточна Германия, провинция Бавария, част от обширната система на Чешкия масив.
Обхваща района на Оберпфалц. Простира се от северозапад на югоизток на протежение около 90 km покрай левия бряг на Дунав и се загражда от северозапад, север, североизток и изток съответно от левите му притоци Реген и Илц. На североизток чрез ниска седловина се свързва с граничния германо-чешки планински масив Шумава. Максимална височина връх Голям Арбър (на немски: Großer Arber,  на чешки: Velky Javor) 1455,5 m. Релефът е платовиден с отделно стърчащи заострени върхове. Югозападните му склонове обърнати към долината на Дунав са стръмни, а североизточните, обърнати към Шумава са относително полегати. На югозапад към Дунав се стичат къси, малки, но бързи реки – Кинзах, Гайса и др. На височина до 800 m масивът е покрит с букови, а нагоре – с борово-смърчови гори. Националният парк „Баварска гора“ (240 km²) заема голяма част от централната му част и е първият национален парк в Германия, създаден през 1970 г.
В двата му края, на брега на Дунав са разположени градовете  Пасау на югоизток и  Регенсбург на северозапад.